# Distichopora barbadensis
Distichopora barbadensis is een hydroïdpoliep uit de familie Stylasteridae. De poliep komt uit het geslacht Distichopora. Distichopora barbadensis werd in 1874 voor het eerst wetenschappelijk beschreven door Pourtalès. 